# وحشی: از گمشده تا پیداشده در مسیر پاسفیک کرست
وحشی: از گمشده تا پیداشده در مسیر پاسفیک کرست (انگلیسی: Wild: From Lost to Found on the Pacific Crest Trail) کتابی است که در سال ۲۰۱۲ به‌وسیله‌ نویسنده آمریکایی شرل استرید و در انتشارات آلفرد ای ناپ به چاپ رسید و به بیش از سی زبان ترجمه شد. این کتاب برای هفت هفته متوالی در صدر فهرست پرفروش‌ترین نیویورک تایمز بود و اردیبهشت ۹۷ برای اولین‌بار در ایران از نشر «ستاک» و با ترجمه میعاد بانکی منتشر شد.
در ۳ دسامبر ۲۰۱۴ فیلمی با نام وحشی با بازی ریس ویترسپون در نقش استرید و کارگردانی ژان-مارک ولی ساخته شد که برگرفته از کتاب استرید با همین نام بود.